# Jean Borotra
Jean Robert Borotra (født 13. august 1898, død 17. juli 1994) var en fransk tennisspille. 
Han vandt i løbet af 1920'erne og 30'erne vandt 5 Grand Slam-titler i singlerækkerne. Titlerne fordelte sig således:
- Australian Open
  - 1928

- French Open
  - 1924 og 1931

- Wimbledon
  - 1924 og 1926